# Förstakammarvalet i Sverige 1914
Förstakammarvalet i Sverige 1914 var ett ordinarie val i Sverige till riksdagens första kammare. Valet genomfördes med ett proportionellt valsystem i september månad 1914.
Valet hölls i fem valkretsar, utgörande den sjätte valkretsgruppen: Norrköpings stads valkrets, Kristianstads läns valkrets, Älvsborgs läns valkrets, Kopparbergs läns valkrets och Norrbottens läns valkrets. Ledamöterna utsågs av valmän från det landsting som valkretsarna motsvarade. För de städer som inte ingick i landsting var valmännen stadsfullmäktige.

## Valresultat
| Parti                | Parti                                     | Partiledare            | Röster | Röster | Mandatfördelning | Mandatfördelning |
| Parti                | Parti                                     | Partiledare            | Antal  | +−     | Antal            | +−               |
| -------------------- | ----------------------------------------- | ---------------------- | ------ | ------ | ---------------- | ---------------- |
|                      | Allmänna valmansförbundet                 | Gustaf Fredrik Östberg | 151    | ▼1     | 14               | ▲1               |
|                      | Frisinnade landsföreningen                | Ernst Beckman          | 73     | ▼20    | 8                | ▼2               |
|                      | Sveriges socialdemokratiska arbetareparti | Hjalmar Branting       | 50     | ▲23    | 3                | ▲1               |
| Antal giltiga röster | Antal giltiga röster                      | Antal giltiga röster   | 274    | ▲2     | 25               |                  |

- Antalet valmän utgjorde 280. Av dessa deltog 274 (97,9 %) i valet.